# Nwankwo Kanu
Nwankwo Kanu (* 1. srpna 1976 v Owerri) je bývalý nigerijský fotbalový útočník. Mezi roky 1994 až 2011 reprezentoval Nigérii, v jejímž dresu odehrál 87 utkání.
V letech 1996 a 1999 byl vyhlášen nejlepším africkým fotbalistou roku.

## Ocenění

### Klubové
Iwuanyanwu Nationale
- Nigeria Premier League: 1992/93

Ajax
- Eredivisie: 1993/94, 1994/95, 1995/96
- Liga mistrů: 1994/95
- Evropský superpohár: 1995
- Interkontinentální pohár: 1995

Inter Milán
- Pohár UEFA: 1997/98

Arsenal
- Premier League: 2001/02, 2003/04
- FA Cup: 2001/02, 2002/03
- Community Shield: 1999

Portsmouth
- FA Cup: 2007/08

### Reprezentační
Nigérie
- Mistrovství světa do 17 let: 1993
- Olympijské hry: 1996

### Individuální
- důstojník Řádu Nigeru – Nigérie[1]

- Africký fotbalista roku: 1996, 1999
- BBC African Footballer of the Year: 1997, 1999